# Pep Ventura (métro de Barcelone)
Pep Ventura est une station de la ligne 2 du métro de Barcelone, dont elle constitue le terminus entre 2002 et 2010.

## Histoire
La station est ouverte au public en 1985, lors du prolongement de la ligne 4 depuis La Pau. Elle est intégrée en 2002 à ligne 2, dont elle constitue le terminus jusqu'à l'ouverture de Badalona Pompeu Fabra en 2010.